# Alfred Richard Cecil Selwyn

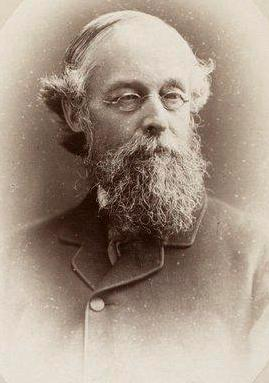
A. R. C. Selwyn

Alfred Richard Cecil Selwyn (* 28. Juli 1824 in Kilmington; † 19. Oktober 1902 in Vancouver) war ein britischer Geologe, und als solcher Direktor der geologischen Landesaufnahmen in Victoria in Australien und in Kanada.

## Leben
Sein Vater war Kanoniker der Kathedrale von Gloucester, seine Mutter die Tochter von Lord George Murray, Bischof von St Davids. Er wurde durch Privatlehrer und in der Schweiz erzogen und trat 1845 dem britischen Geological Survey bei, wo er unter Andrew Ramsay und Henry De la Beche in Westengland und im Norden von Wales kartierte. Selwyn war von 1852 bis zu dessen Auflösung 1869 Direktor des Geological Survey of Victoria. Neben der Beaufsichtigung der Erstellung von über 60 geologischen Karten, wobei er auf höchste Standards achtete, verfasste er auch selbst mehrere Berichte des Surveys und entdeckte ein Goldvorkommen bei Melbourne (Caledonian Gold Field, 1854) sowie ein Kohlevorkommen in Tasmanien (1855). Er mehrte dort seinen schon in England erworbenen exzellenten Ruf als Geologe und Organisator und wurde anschließend Direktor des Geological Survey of Canada, was er bis 1894 blieb.
Er war seit 1852 verheiratet und hatte drei Söhne und eine Tochter.

## Ehrungen
1871 wurde er Fellow der Geological Society of London, 1874 der Royal Society und 1878 wurde er Ritter der Ehrenlegion. 1882 wurde er in die Deutsche Akademie der Naturforscher Leopoldina aufgenommen. Er erhielt 1876 die Murchison-Medaille und 1884 die Clarke Medal der Royal Society of New South Wales. 1886 wurde er als höchste Auszeichnung in den britischen Orden vom Heiligen Michael und Georg aufgenommen, 1892 wurde er in die American Academy of Arts and Sciences gewählt.
Die Selwyn Range in den kanadischen Rocky Mountains ist nach ihm benannt.